# HEC-École de gestion de l'université de Liège
Pour les articles homonymes, voir HEC.
 (février 2013).
Si vous disposez d'ouvrages ou d'articles de référence ou si vous connaissez des sites web de qualité traitant du thème abordé ici, merci de compléter l'article en donnant les références utiles à sa vérifiabilité et en les liant à la section « Notes et références ».
HEC Liège - École de gestion de l'université de Liège (HEC Liège Management School - University of Liège ou HEC Liège en abrégé), est la faculté d'économie et de management de l'Université de Liège. 
Fondée en 2005, celle-ci résulte de la fusion entre l'école supérieure de commerce HEC Liège (Hautes Études commerciales de Liège), créée en 1898, et de ses consœurs de l'université liégeoise, à savoir le département de sciences économiques et l'école d'administration des affaires. Toutes deux faisaient partie de l'ancienne faculté d'économie, de gestion et de sciences sociales.
L'école de gestion est présente sur deux campus : au Sart-Tilman, sur les hauteurs du bassin industriel liégeois, à proximité d'Angleur, Boncelles et Seraing, et sur le campus situé au centre-ville de Liège, un complexe dessiné par l'architecte Bruno Albert. Tous programmes confondus, environ 3 500 étudiants fréquentent les cours dispensés par l'école,.
Ses principaux programmes de bachelier et de master sont composés de l'ingénierie de gestion, les sciences de gestion et des sciences économiques. HEC Liège est membre de AACSB et EFMD. En 2011, HEC Liège reçoit l'accréditation EPAS pour son programme doctoral et son programme de master en sciences de gestion et en 2013 pour son programme en ingénirie de gestion. En décembre 2016, HEC Liège est accréditée EQUIS par l'EFMD. 
Depuis septembre 2018, HEC Liège et son Executive Education sont doublement accréditées EQUIS et AACSB, ce qui la place parmi les 0,75 % des meilleures Business School dans le monde. C'est la seule business school complète (du bachelier au doctorat) en Belgique à posséder les accréditations EQUIS et AACSB.

## HEC Liège aujourd'hui
HEC Liège compte 3 500 étudiants, plus de 200 enseignants et enseignants-chercheurs, une centaine de professeurs invités, professeurs étrangers, cadres et dirigeants d’entreprise. Elle offre un portefeuille complet de formations en gestion et en économie (bacheliers, masters, doctorats), dispensées en français et en anglais.
Les activités de HEC Liège sont organisées autour de 7 domaines stratégiques de recherche (Business Analytics & Supply Chain Management, Changing Workplace & Strategic HRM, Economic Analysis & Policy, Financial Management for the Future, Social Enterprise and Collective Action for Transition, Strategic Marketing Innovation, Strategy & Performance for the Society) et de domaines émergents qui suivent les évolutions de la société.
Avec un réseau de 18 200 diplômés, HEC Liège collabore avec le monde des entreprises à travers un Conseil de gouvernance et de nombreuses entreprises partenaires très actives au sein de l’École.

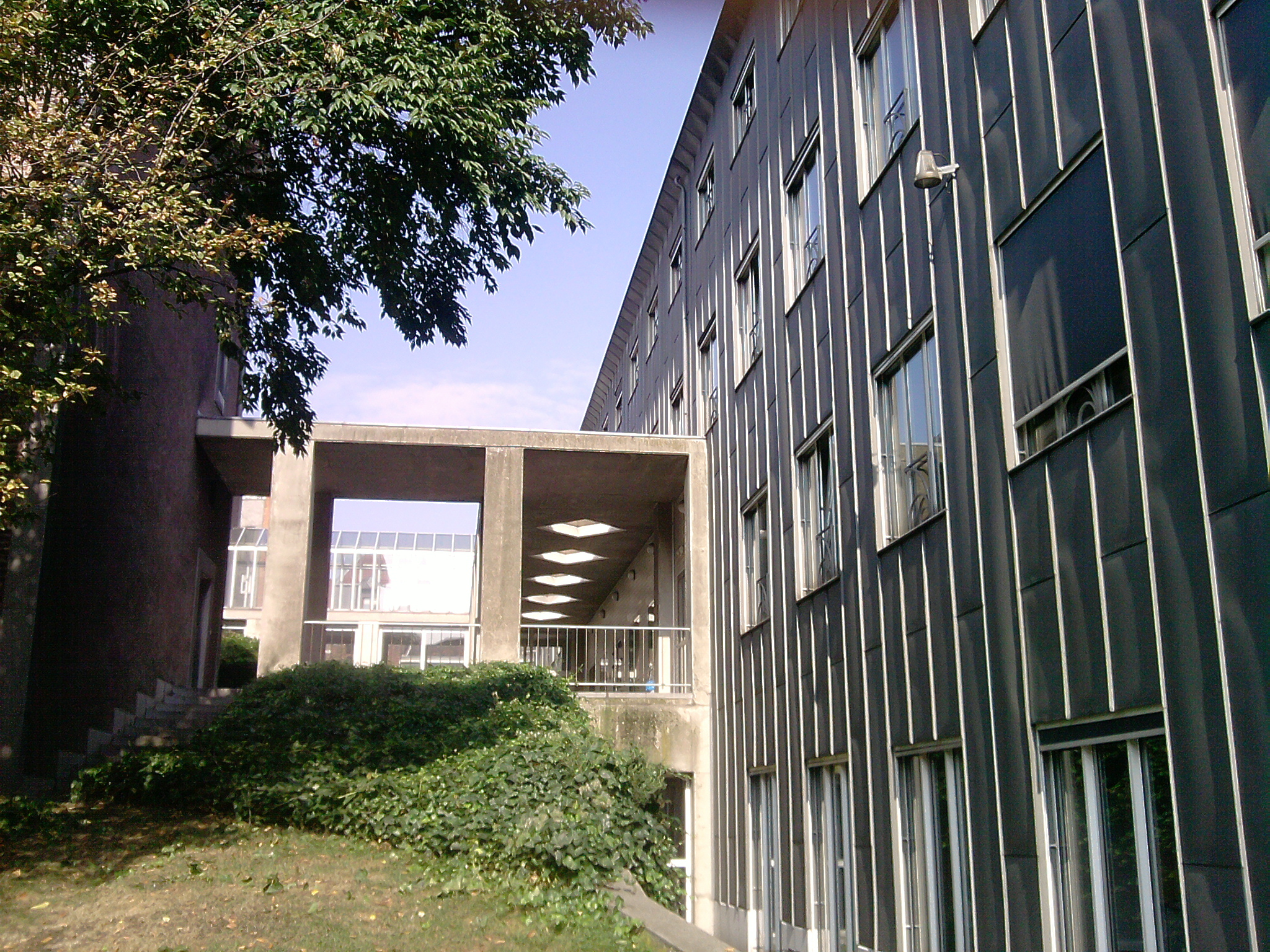
Extérieur du bâtiment N1
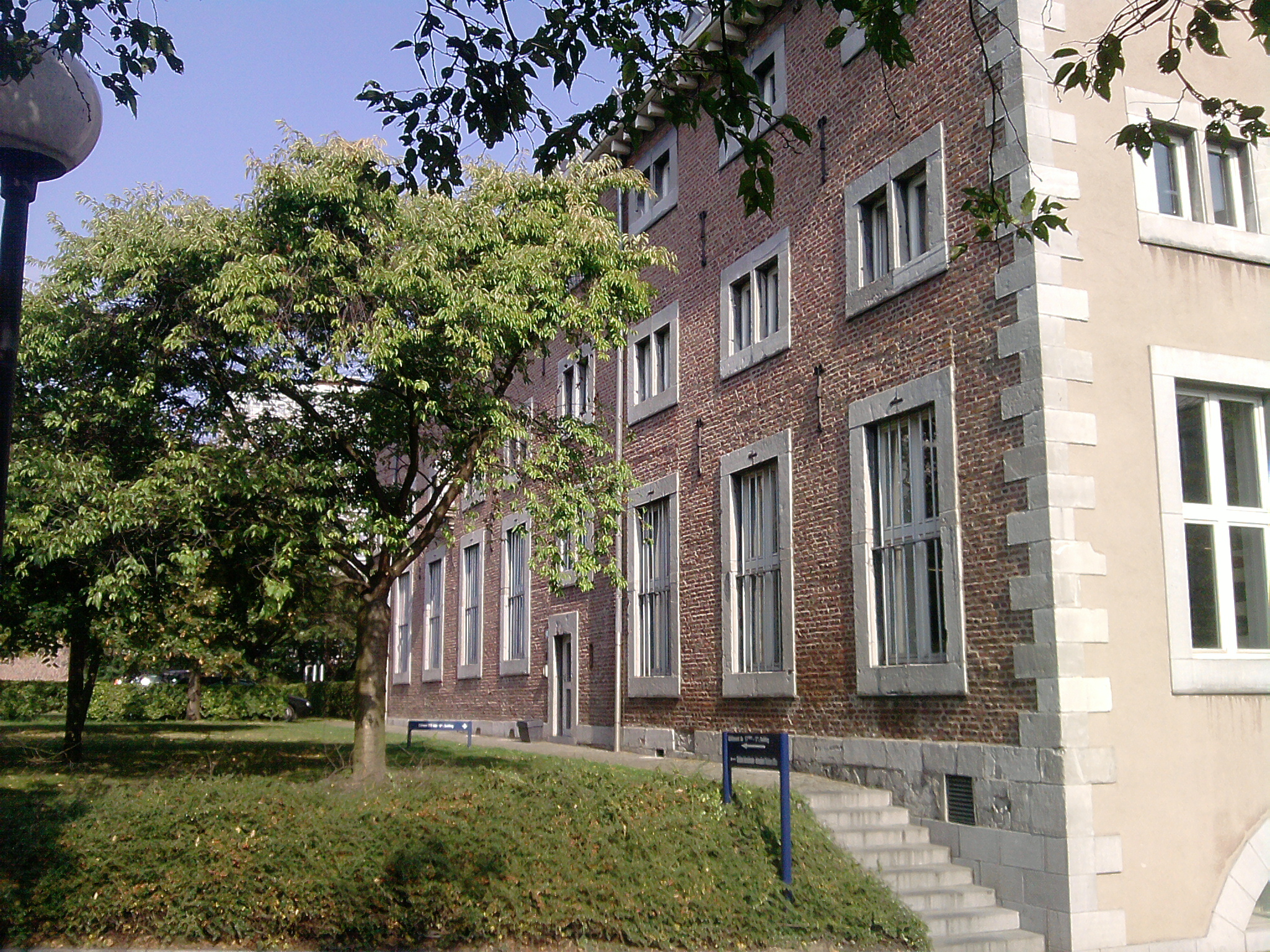
Extérieur du bâtiment du XVIIe siècle.
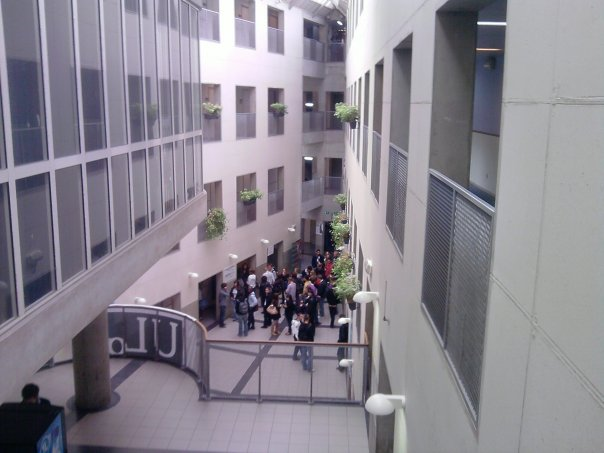
Le hall

## La recherche à HEC Liège
La recherche est l'une des trois missions de HEC Management School - University of Liege. Onze centres de recherche sont actifs au niveau international dans divers domaines liés à la gestion : l'innovation, l'organisation, la gestion des ressources humaines, l'entrepreneuriat, l'économie sociale, la gestion de la diversité, la finance, et les méthodes quantitatives en gestion et en économie. Ces unités sont groupées au sein du Pôle de recherche interdisciplinaire en sciences du management et en économie (PRISME). HEC Liège dispose de 130 chercheurs en équivalent temps-plein pour un chiffre d'affaires annuel moyen de plus de 2 400 000 euros. À titre d'exemple, l'activité de recherche de l'institution a engendré plus de 530 publications pour l'année 2009.

## Docteurs Honoris Causa
- Gabriel Hawawini : Professeur de finance, Insead, Fontainebleau (Paris).
- Jean-Claude Trichet : Président de la Banque centrale européenne (BCE) à Francfort.
- Dominique Strauss-Kahn : Ancien directeur général du Fonds monétaire international (FMI) à Washington, DC.
- Christine Lagarde, Directrice générale du FMI.

## HEC Liège Executive School
En tant que faculté universitaire, HEC Liège remplit trois missions : la recherche, l’enseignement et le service à la communauté. La mission de l'Executive Education est de se focaliser sur cette dernière mission en créant des programmes de formations centrés sur les besoins des entreprises et des managers.

## Campus en centre-ville de Liège
Le projet de HEC Liège, finalisé en mai 2022, a été la création d’un tout nouveau campus étendu sur 1,6 hectare, en plein centre de Liège, au croisement entre la rue Saint-Gilles et la rue Louvrex.